# Stazione meteorologica di Pietracamela
La stazione meteorologica di Pietracamela è la stazione meteorologica di riferimento relativa località di Pietracamela.

## Coordinate geografiche
La stazione meteorologica si trova nell'area climatica dell'Italia centrale, in cui è compreso l'intero territorio regionale dell'Abruzzo, in provincia di Teramo, nel comune di Pietracamela, a 1.000 metri s.l.m. e alle coordinate geografiche 42°31′N 13°33′E.

## Dati climatologici
In base alla media trentennale di riferimento 1961-1990, la temperatura media del mese più freddo, gennaio, si attesta a +1,8 °C; quella del mese più caldo, agosto, è di +19,1 °C.
| Pietracamela       | Mesi | Mesi | Mesi | Mesi | Mesi | Mesi | Mesi | Mesi | Mesi | Mesi | Mesi | Mesi | Stagioni | Stagioni | Stagioni | Stagioni | Anno |
| Pietracamela       | Gen  | Feb  | Mar  | Apr  | Mag  | Giu  | Lug  | Ago  | Set  | Ott  | Nov  | Dic  | Inv      | Pri      | Est      | Aut      | Anno |
| ------------------ | ---- | ---- | ---- | ---- | ---- | ---- | ---- | ---- | ---- | ---- | ---- | ---- | -------- | -------- | -------- | -------- | ---- |
| T. max. media (°C) | 5,2  | 6,6  | 8,9  | 11,9 | 16,2 | 20,4 | 23,7 | 23,9 | 19,7 | 13,9 | 9,7  | 6,8  | 6,2      | 12,3     | 22,7     | 14,4     | 13,9 |
| T. min. media (°C) | −1,7 | −1,2 | 0,8  | 4,2  | 8,1  | 11,8 | 14,2 | 14,3 | 11,3 | 7,0  | 3,5  | 0,6  | −0,8     | 4,4      | 13,4     | 7,3      | 6,1  |